# Nesotanais rugula
Nesotanais rugula is een naaldkreeftjessoort uit de familie van de Nototanaidae. De wetenschappelijke naam van de soort is voor het eerst geldig gepubliceerd in 2003 door Bamber, Bird & Angsupanich.